# Liste der Monuments historiques in Girecourt-sur-Durbion
Die Liste der Monuments historiques in Girecourt-sur-Durbion führt die Monuments historiques in der französischen Gemeinde Girecourt-sur-Durbion auf.

## Liste der Immobilien
| Bezeichnung                      | Beschreibung                                                                        | Standort                | Kennzeichnung | Schutzstatus | Datum | Bild           |
| -------------------------------- | ----------------------------------------------------------------------------------- | ----------------------- | ------------- | ------------ | ----- | -------------- |
| Château de Girecourt-sur-Durbion | um 1540 erbaut; Anfang des 19. Jahrhunderts umgebaut, gleichzeitig Anlage des Parks | Allée du Château (Lage) | PA00132652    | Inscrit      | 1997  | weitere Bilder |

## Liste der Objekte
| Bezeichnung          | Beschreibung                                            | Standort                           | Kennzeichnung | Schutzstatus | Datum | Bild |
| -------------------- | ------------------------------------------------------- | ---------------------------------- | ------------- | ------------ | ----- | ---- |
| Gemälde Kreuzabnahme | Ölfarbe auf Leinwand, 18. Jahrhundert von Jean Girardet | in der Kirche St-Barthélemy (Lage) | PM88000399    | Classé       | 1981  |      |
| Gemälde Kreuzigung   | Ölfarbe auf Leinwand, 17. Jahrhundert                   | in der Kirche St-Barthélemy (Lage) | PM88000400    | Classé       | 1981  |      |